# Горюшкин, Захарий Аникеевич
Захарий (Захар) Аникеевич Горюшкин(1748—1821) — русский юрист, преподаватель юридического факультета Московского университета.

## Биография
Из семьи бедного дворянина. В возрасте 13 лет, выучившись считать, читать и писать, определился на государственную службу в Московскую воеводскую канцелярию. В 1763 году переведён в Сыскной приказ, откуда перешёл в Судный приказ, затем — в Вотчинную коллегию и, наконец, — в Юстиц-коллегию, в которой служил до её закрытия в 1786 году. В свободное от службы время самостоятельно изучал русскую грамматику, арифметику, логику, читал имевшиеся на русском языке исторические, философские и юридические сочинения. Благодаря уникальному сочетанию теоретических знаний, приобретённых им в процессе самообразования, и практического опыта государственной службы, Горюшкин стал редким для России того времени специалистом в области юриспруденции.
По приглашению директора Московского университета П. И. Фонвизина Горюшкин начал преподавать студентам университета российское практическое правоведение и был зачислен в штат преподавателей юридического факультета на профессорскую должность (1786). С сентября 1790 Горюшкин стал вести класс российского практического законодательства в Благородном пансионе при Московском университете.
Одновременно с этим Горюшкин продолжал заниматься практическими делами в судебных инстанциях, в частности назначен асессором Московской палаты уголовного суда (1792—1796). Здесь произошло его столкновение по делу Н. И. Новикова с московским главнокомандующим князем А. А. Прозоровским, в котором Горюшкин выступил с требованием о замене наказаний книгопродавцев денежными штрафами в размере стоимости обнаруженных у них запрещённых книг.
Переведён из Уголовной палаты в Казённую палату (1795—1796), член Комитета о воспитательных домах (1796).
После преобразования Московского университета по уставу 1804 года занял кафедру гражданского судопроизводства Российской империи нравственно-политического факультета, при которой полагалась должность ординарного профессора (хотя формально этого звания не получил, т. к. не окончил никакого учебного заведения). Исполнял также должность синдика в Правлении университета (1803—1811).
Преподавание права в Московском университете осуществлялось Горюшкиным в форме театрального действия: аудитория, в которой читался лекционный курс, превращаясь как бы в зал судебного заседания, из студентов избирались основные участники судебного процесса — судьи, секретари, обвиняемые и т. п. Такое преподавание давало студентам необходимые практические навыки судопроизводства, и многие из учеников Горюшкина успешно поступали на государственную службу.
Покинул Московский университет с 10 февраля 1811 года с пожалованием ему при отставке чина статского советника. Он ушёл из-за конфликта с её попечителем П. И. Голенищевым-Кутузовым и его кафедру занял другой юрист-практик Н. Н. Сандунов. После выхода в отставку занимался адвокатской деятельностью.

## Правовед — Горюшкин
Воззрения Захария Горюшкина на право отличаются строгим позитивизмом: он признавал только положительное, разнообразное и изменчивое право. Действительным же основанием законов он считал собственно народное умствование, и законодатель у него являлся лишь выразителем народного признания: «что весь народ мыслит или почитает за необходимое к деянию, тому законоположник предписывает нужные правила».
Кроме человеческого права, Захарий Горюшкин признавал также существование права божественного и права животных, а право человеческое подразделял на естественное и общественное. Но всё это не противоречит строгому позитивизму. И божественное, и естественное право, и право животных он понимал только как подразделение законов, основанных на «умствовании» того или другого народа, в данном случае русского народа. Даже право животных он основывал не на непосредственном установлении природы, а просто на том, что «российские законы содержат и особенные правила, обязывающие людей, дабы им поступать и с прочими животными так, чтобы и они чувствовали собственное своё благосостояние».
Признание основой права «народного умствования» приводит Захария Горюшкина к тому, что законодательство он не считает единственной формой права. Кроме письменных законов, он признавал существование словесных законов, выражающихся в пословицах. Он думал даже найти в постановлениях российского законодательства подтверждение законной силы пословиц, правда, довольно неудачно.
Воззрение Захария Горюшкина на право совершенно чуждо субъективизма и индивидуализма, отличавших естественно-правовые теории XVIII века. Право в субъективном смысле не служит у него основой всего построения. Он, правда, даёт вначале определение субъективного права, отличая его от законов. «Что принадлежит до прав, то они не что иное суть, как возможность производить в действо всё то, что закон дозволяет». Но понятие это у него не исследуется глубже и не играет никакой роли в его системе. Его система есть система норм объективного права, а не субъективных прав.
Вместе с тем основанием его системы служит не обособленная личность, не индивидуум, а общество. Хотя праву общественному он и противопоставляет право естественное, но определяющим его началом является не индивидуальная свобода, а обязанности, и притом обязанности в отношении к самому себе, не делать вреда своему телу, не лишать себя членов и жизни, доставлять себе пропитание. Только одно естественное право, право разума, определяется у Горюшкина как «свобода рассуждать», да и то он как бы сомневается, чтобы это точно было естественное право. За исключением этого естественного права, определяющего преимущественно обязанности человека к самому себе и потому представляющегося скорее нравственностью, чем правом, всё остальное понимается как право общественное. Даже частное право выводится им не из понятия индивида, а из понятия общества. В этом — своеобразие воззрений Горюшкина и их противоположность учениям школы естественного права. Конечно, форма, в какой Горюшкин выразил признание и за гражданским правом общественного, а не индивидуального характера, очень неудачна. Нельзя считать гражданское право лишь отраслью государственного права. Однако сама мысль об общественном характере гражданского права заслуживает полного внимания.
Захарий Горюшкин, будучи одним из первых русских профессоров на юридическом факультете Московского университета, не отдавал предпочтения западноевропейским правовым теориям, он имел собственный подход к пониманию природы права и его действия в реальной жизни. Тем самым автор заложил начало позитивной тенденции всего российского правоведения — способности творчески подходить к западноевропейским правовым теориям, вносить в них своё оригинальное видение закономерностей становления и развития права, основанное в том числе и на учёте особенностей юридического быта России.
Обстоятельная и всесторонняя оценка вклада Захария Горюшкина в развитие правовой науки дана Н. М. Коркуновым, который писал «Обе книги Горюшкина — и Законоискусство и Описание судебных действий — представляются очень содержательными. Они дают полное изложение действовавшего тогда права. Законоискусство содержит систематический курс материального права вместе с изложением устройства всех вообще государственных учреждений; Описание судебных действий — изображение гражданского и уголовного процесса в лицах. В Законоискусстве автор является перед нами как оригинальный систематик, стремящийся уложить весь материал тогдашнего законодательства в систематическую форму, и притом не заимствованную у немцев, а выработанную им самим под влиянием ближайшего практического знакомства с историей и догмой русского права. В Описании судебных действий мы имеем дело с просвещённым юристом-практиком, рисующим нам, каков должен быть по законам и понятиям того времени наш судебный порядок».